# Rodolphe Alexandre
Rodolphe Alexandre (Caiena, 26 de setembro de 1953) é um político da Guiana Francesa, que foi presidente da Assembleia da Guiana.

## Biografia
Tendo concluído os seus estudos secundários na Escola Felix Eboue, obteve um mestrado em História e Geografia na Universidade de Bordeaux III.
Rodolphe entrou para o Partido Socialista da Guiana (PSG) em 1983.Tornou-se vereador de Caiena em 1988 e atuou como conselheiro geral entre 1992 e 1993.Desde Abril de 2001, Rodolphe preside o communauté des communes du Centre littoral.
Primeiro Vice-Presidente da Câmara de Caiena, apoiou Nicolas Sarkozy na eleição presidencial de 2007.É expulso do PSG por Antoine Karam que o criticou por ter anunciado sua candidatura para prefeito de Caiena em 2008. No mesmo ano Rodolphe vence o prefeito anterior, Jean-Claude Lafontaine. Rodolphe consegue 50,88% dos votos enquanto Jean-Claude alcança apenas 36,04%.
Em 10 de Janeiro de 2010, Rodolphe é um dos poucos a votar "não" em um referendo para passagem de status da Guiana para comunidade, no exterior. No referendo de 24 de Janeiro de 2010, mudou de ideia e passou a defender o "sim" na região em que o "sim" tem 57,49% dos votos.
Em 09 de Janeiro de 2010 a UMP e seus aliados fazem uma lista de candidatos para as eleições regionais da Guiana Francesa.

Guiana Francesa.
Após a sua eleição como presidente do Conselho Regional da Guiana, Rodolphe Alexandre teve de se demitir do cargo de prefeito de Caiena por causa da lei em várias diretorias. Marie-Laure Phineas-Horth, primeiro assistente, depois de atuar como prefeito interino foi eleito em 8 de abril de 2010.